# Богдановка (Кормиловский район)
Богдановка — деревня в Кормиловском районе Омской области России. В составе Георгиевского сельского поселения.

## История
Основана в 1894 г. В 1928 г. село Богдановка состояло из 130 хозяйств, основное население — украинцы. Центр Богдановского сельсовета Корниловского района Омского округа Сибирского края.

## Население
| 2010 |
| ---- |
| 588  |